# デザイン思考
デザイン思考（でざいんしこう、英: Design thinking）とは、デザイナーがデザインを行う過程で用いる特有の認知的活動を指す言葉である。ただし、ここで言う英語の"デザイン(Design)"とは、日本語で「デザイン」として認知されている限定的な「意匠」や「図案」ではなく、広義の「設計」や「仕様」、または「計画」を意味する。したがって「デザイナー」も設計者、計画立案者という意味で理解すべきである。以下の記事はこの意味における"デザイン(Design)"を前提として記述したものである。

## 起源
デザインを科学における「思考方法」として捉える見方は、古くはハーバート・サイモンの1969年の著書『システムの科学（The Sciences of the Artificial）』に見られ、またデザイン工学分野ではロバート・マッキムによる『視覚的思考の経験（Experiences in Visual Thinking）』（1973年）にも見出すことができる。ピーター・ロウの『デザインの思考過程（Design Thinking）』（1987年）は建築家と都市計画者が用いる方法とアプローチを記述したもので、デザイン研究において「デザイン思考」という言葉が用いられた初期の顕著な文献である。ロルフ・ファステは1980年代から1990年代にかけてスタンフォード大学にてマッキムの業績を拡張し、「創造的営為の方法としてのデザイン思考（design thinking as a method of creative action）」を教授した。デザイン思考のビジネスへの応用はファステのスタンフォードでの同僚であるデビッド・ケリーによって開始された。ケリーは1991年にIDEOを創立した人物である。リチャード・ブキャナンによる1992年の論文「デザイン思考における厄介な問題（Wicked Problems in Design Thinking）」では、デザイン思考とはデザインを通じて人間の困難な課題を扱うものだという見解が打ち出された。

## 解決志向の思考
デザイン思考は実践的かつ創造的な問題解決もしくは解決の創造についての形式的方法であり、将来に得られる結果をより良くすることを目的としている。この点においてソリューション・ベースドもしくは解決志向の思考方法の一つと言うことができ、特定の問題を解決することではなく、目標（より良い将来の状況）を起点に据えている。問題に関する現在と未来の条件とパラメータを考慮することで、代替となる複数の解決方法が同時に探求されるのである。ナイジェル・クロスによれば、この種の思考法は人工的な建築物や環境において最も頻繁に生じるという。
このアプローチとは対照的な科学的方法では、問題の解決を生み出す際にその問題のパラメータを徹底的に定義することから始められる。他方のデザイン思考は、現況について既知の側面だけでなく未確定の側面も合わせて同定・検討することにより、目標達成につながる隠れたパラメータと代替的手段を切り開こうとする。デザイン思考は反復的な性格を有しており、途中で得られた「解決」は他の道へ繋がる潜在的なスタート地点でもあり、場合によっては最初の問題を再定義することもありうる。

### ブライアン・ローソン――建築家vs.科学者
1972年に、心理学者・建築家・デザイン研究者のブライアン・ローソンが問題志向の人間と解決志向の人間の差異を明らかにするための経験的研究を行った。対象となる学生を2つのグループ、すなわち建築学専攻の学部4年生と自然科学専攻の大学院生に分け、色の付いたブロックを使って一層の構造を作るように指示した。層の境界線は赤色か青色のどちらかを適切に用いて縁取られていたが、それ以外にもいくつかのブロックの配置の仕方には暗黙の規則が見られた。ローソンは自身の発見について次のように述べている。
自然科学専攻の学生は、なるべく異なる種類のブロックを用いて多くの組み合わせを作り、可能な限り早く出来上がるようなデザインを試そうとした。つまり、可能な組み合わせを用いて得られる情報量を最大化しようとしたのである。可能なブロックの組み合わせ方についての規則が発見された時点で、今度はレイアウトをどのような色にすれば課題を適切に解決できるかを考え始めた［問題志向］。対照的に、建築専攻の学生は適切に色づけられた境界線が出来上がることを目指してブロックを選んでいった。一度試してみて、もし組み合わせが上手く行かなかったら、今度はその次に良いとされる組み合わせでやり直していき、採用案が発見されるまでその作業を続けた［解決志向］。—Bryan Lawson、How Designers Think
ナイジェル・クロスによれば、ローソンの研究が与えてくれる示唆とは、科学者は分析によって、デザイナーは総合によってそれぞれ問題解決を行うことだという。

### 分析と総合
分析と総合という言葉は（古代）ギリシャ語を語源としており、文字通りにはそれぞれ「緩める」ことと「まとめる」ことを意味している。一般的には、分析とは概念的・実体的な全体を部分や構成要素に分解する手続きのことを指す。総合はそれとは反対の手続きであり、分離された要素や構成要素を一貫性のある全体にまとめあげることだとされている。しかし、科学的方法としての分析と総合は常に並行関係にあり、互いに補完し合っているのである。あらゆる総合は先行する分析結果から出来上がるものであり、あらゆる分析は後続する総合によってその結果を確認・修正することを求められている。

### 発散思考と収束思考
デザイン思考は最初に発散思考（divergent thinking）によって可能な限り多くの解決を探り、その後で収束思考（convergent thinking）によってこれらの可能性を一つの最終案に絞り込んでいく。発散思考とは一つのテーマについて通常とは異なるユニークで多様なアイデアをもたらす能力であり、収束思考とは与えられた問題に対して一つの「正しい」解決を見つけるための能力である。デザイン思考は発散思考によって（実行可能・不可能を問わず）多くの解決を想像し、そうしてから収束思考によって最高の解決を選びとり現実化するのである。

## 問題解決プロセスとしてのデザイン思考
分析思考とは異なり、デザイン思考はアイデアの「積み上げ」によるプロセスであり、「ブレーンストーミング」の段階ではアイデアの幅に制限を設けることはほとんど、あるいは全くない。これにより、参加者の失敗に対する恐怖は小さくなり、アイデア出しの段階で広く多様な情報源を用いることができる。「箱の外に出て考える（thinking outside the box）」というフレーズはブレーンストーミングの目標の一つを表現するために作られた言葉である。それにより、与えられた状況下における隠された要素と曖昧さを発見することが容易になり、誤った前提を見つけ出す手助けにもなる。
デザイン思考のあるバージョンには以下の7つの段階がある。定義（define）、研究（research）、アイデア出し（ideate）、プロトタイプ化（prototype）、選択（choose）、実行（implement）、学習（learn）。この7段階を通じて、問題が定式化され、正しい問題が問われ、より多くのアイデアが生み出され、そして最高の答えが選ばれるのである。これらの段階は線形的ではなく、同時に発生することもあれば繰り返されることもありうる。ロバート・マッキムはプロセスをよりシンプルに表現し、「表現―テスト―サイクル（Express–Test–Cycle）」とした。他には、クリストフ・マイネルとラリー・ライファーが提案する5段階プロセスがあり、「問題の（再）定義（(re)defining the problem）、ニーズの発見とベンチマーキング（needfinding and benchmarking）、アイデア出し（ideating）、建設（building）、テスト（testing）」とされている 。また、スチュアートのPDSAサイクルもデザイン思考の一種といえるかもしれない。
デザインは常に個人の選好に影響されるものであるが、デザイン思考という方法論にはいくつかの共通の特徴がある。それらは、創造性、両手ききの思考（ambidextrous thinking）、チームワーク、ユーザー中心性（共感性）、好奇心、そして楽観主義である。
プロセスのたどり方は厳密に循環的であるわけではない。マイネルとライファーは次のように述べている。「これらの段階は十分に単純ではあるが、正しい変曲点と次のステップを適切に選択するために求められる適応的熟達には高次元の知的活動を伴う。しかし、それは訓練によって学習可能な能力である」。

## デザイン思考の性質

### 原理
クリストフ・マイネルとラリー・ライファーによればデザイン思考には次の4つの原理がある。
- 人間性の規則（The human rule）――すべてのデザイン活動は究極的には社会的な性質を持つ。
- 曖昧性の規則（The ambiguity rule）――デザイン思考者は曖昧性を保全せねばならない。
- 再デザインの規則（The re-design rule）――全てのデザインは再デザインである。
- 触感性の規則（The tangibility rule）――手で触れられるアイデアを作ることは常にコミュニケーションを促進する。

### 厄介な問題
デザイン思考が特に有効なのは、ホースト・リッテルが言うところの「厄介な問題（wicked problems）」、すなわち明確に定義されておらず扱いにくい問題に対してである（「wicked」と言っても悪質であるという意味ではないことに注意せよ）。明確に定義されていない問題を扱う際には、問題解決を開始した時点では問題と解決のどちらも不明瞭である。それとは対照的に「よく定義された（well-defined）」問題については、問題がはっきりしているため、技術的知識を援用することで解決を得られる。
厄介な問題では、問題の大筋は判明しているかもしれないが、何が要求されているかを特定するためには膨大な時間とエネルギーが必要とされる。したがって、問題解決活動の大部分は問題の定義と問題の定式化にあてられるのである。

### 「アハ体験」
「アハ体験（a-ha moment）」とは突然進むべき道が明らかになる瞬間のことである。これは、総合と収束思考、分析と発散思考、そして問題の本性がすべて一つにまとまり、一つの適切な答えが焦点を結んだ時なのである。この瞬間以前には、思考プロセスは漠然としており、不明瞭で正しくないことをしているように思われるかもしれない。しかしこの瞬間を迎えると、眼前に見える道はあまりにもはっきりとしているため、振り返ってみるとなぜそれを認識するのに長い時間がかかったのか奇妙に思われるようになる。そこから先は、最終プロダクトの構築に向けて焦点はどんどん明確になっていくのである
。

### 方法とプロセス
そのプロセスには5つの段階がある：問題の正確なパラメータ（ニーズ、感情、動機など）を特定すること、アイデアを出すこと、プロトタイプを作ること、テストすること、そして繰り返すこと。
デザイン方法とデザインプロセスはしばしば同じ意味で用いられているが、この2つには重要な違いがある。
デザイン方法とはデザイン分野において用いられる技術、規則、もしくは手段全般を指す言葉である。デザイン思考の方法には次のような方法が含まれる。聞き取り調査、ユーザー分析、他の既存の解決方法の調査、プロトタイプ作成、マインドマッピング、なぜなぜ分析、状況分析。
デザイン思考は並行的な性格を持っているため、思考段階には他にも多くの方法がある。このことによってデザイン思考は「曖昧」もしくは「両義的」に見えることがあり、科学や工学が用いている、より分析的なデカルト的方法と対比される所以である。
初期のデザインプロセスの一部は1960年代に生まれたソフトシステム方法論に出自を持っている。コバーグとバグナルは『固定観念を打ち破ればどんな問題でも解決できる（The All New Universal Traveller）』（1972年）において7段階からなる循環的な問題解決プロセスを考案した。これらの7段階は線形的もしくはフィードバック・ループのどちらでも辿ることができる。2007年、スタンフォード大学のd.schoolはアップデートされた7段階プロセスを作り上げた。他に提案されたデザインプロセスとしては、ブライアン・ローソンによる3段階の単純化された三角形プロセス（もしくは6部分からなるピラミッド形プロセス）がある。ヒュー・ダバリーが発表した無料の電子書籍『どうやってデザインするか――モデルの概要（How Do You Design: A Compendium of Models）』は数多くのデザインプロセスのモデルを要約している。
デザイン思考は多くのユーザー事例を多様な視点から考察することを必要としており、ユーザーへの共感と複数のステークホルダーを考慮することを強調している。

### デザイン思考と学習における視覚アナロジーの使用
明確に定義されていない問題はしばしば高次元の不明瞭な関係を含んでいることがある。デザイン思考はアナロジーを用いることでこれらに対処できる。期待される結果の理解や、課題解決に求められる領域知識の補完は、イメージのような様々な内的表象を組み合わせることで促進することが可能であり、与えられた状況における不明瞭で明確に定義されていない要素を理解する手助けとなる。このプロセスはいくつかの複雑な認知的メカニズムに関わっているが、それはデザインが扱う課題はしばしば複数の認知領域――視覚的、数学的、聴覚的、触覚的――にまたがる要素を含むからであり、それに合わせて視覚的思考に代表される複数の「言語」を使用することが要求されている。

## 科学や人文学との違い
多くのデザイン分野はこれまで自然科学と人文学の中間に位置するものとカテゴリー分けされてきた。しかし、デザインは解決志向の問題解決、問題の定式化、総合、構築環境における最適化を通じて世界を独特の仕方で理解する固有の領域であると考えることができる。
デザイン科学（design science）の理論家の先駆けであるジョン・クリス・ジョーンズは、デザインは人文学、科学、数学のどれとも異なる分野であると1970年代の時点で主張していた。「デザインはアートなのか、科学なのか、それともある種の数学なのか？」という質問に対して、ジョーンズは次のように答えている。
最大の違いは「タイミング」である。アーティストも科学者も（現実的・記号的の別を問わず）「現在」存在している物理的な世界に対して働きかけている。一方で数学者は歴史的な「時間」からは独立した抽象的な関係を取り扱っている。他方のデザイナーは、想像された「未来」を現実のものとして扱い、「見たこともない」物事を現実化する方法を突き止めねばならないという宿命にある。—John Chris Jones、Design Method
デザインは教育において独自の文化として位置づけられる可能性を持っており、その方法と思考法はK-12（幼稚園から高校までの教育課程）だけでなく高等教育においても体系的に教えられることができる。ナイジェル・クロスは人文学、科学、そしてデザインの三者の差異を「デザイナー的に知識を得る方法（Designerly Ways of Knowing）」という論文で示そうとした。そこで彼は次のように各分野を比較している。
各分野の研究対象
- 科学：自然界
- 人文学：人間の経験
- デザイン：人工的世界

各分野の適切な方法
- 科学：制御された実験、分類、分析
- 人文学：アナロジー、メタファー、評価
- デザイン：モデル化、パターン化、総合

各分野での価値
- 科学：客観性、合理性、中立性、「真理」への関心
- 人文学：主観性、想像力、コミットメント、「正義」への関心
- デザイン：実践性、工夫、共感、「適切性」への関心

### デザインの言語
伝統的に、デザイナーはコミュニケーションにおいて視覚言語を用いてきた。ゲンシャートやクラズニーによれば、ほとんどのデザイナーはデッサン、スケールモデル、プロトタイプをデザインの主要な手段として用いてはいるものの、実際にデザイン思考を働かせる際にはありとあらゆる視覚的・言語的なデザイン道具が使われているという。シンボル、記号、メタファーを使ってスケッチ、図表、技術的デッサンが描かれ、抽象的な要件を具体的な対象物に翻訳するのである。デザイナーのコミュニケーション方法とは、最終プロダクトを完成させるためにデザインに求められる要件をこのようにして解読する方法を理解することなのである。

### ビジネスにおけるデザイン思考
ビジネスの現場におけるデザイン思考は次の2つの意味で理解されうる。
1. デザイナー自身がビジネスのプロセスに参加する、あるいはビジネスパーソンに対する教育を通じてデザインの方法をビジネスにもたらす
2. デザイナーが革新的な業績やプロダクトを生み出す

一つ目の理解はIDEOのCEOであるティム・ブラウンによるものであり、TEDでの講演で示されたものである。ただし、彼は自身のブログで二つ目の理解についても考察している。
ビジネスにおけるデザイン思考についての一つ目のように理解することには限界があるとの指摘もある。デザイン思考だけであらゆる問題を扱うことはできず、せいぜい「応急処置」に留まるという見方もある。会社としてデザイン思考を取り入れているIDEOやSense Worldwideは、ビジネス思考能力を高めることでこの問題に応答している。
ティム・ブラウンによれば、デザイン思考は今やビジネスで広く用いられているといえるが、しかしあくまで散発的にであるという。デザイン思考によって競争優越性を得るためにはそれを継続的に使用し、「技術を完全に習熟」することが必要だと彼は述べている。
経営学理論において、デザイン思考は建築／デザイン／人類学（Architecture/Design/Anthropology, A/D/A）パラダイムの一角を成しており、革新的かつ人間中心的な事業の特徴として考えられている。このパラダイムは協働的・反復的な仕事のスタイルおよび仮説形成法（アブダクション）という思考方法を特質として備えており、より伝統的な経営パラダイムである数学／経済学／心理学（Mathematics/Economics/Psychology, M/E/P）に関連する実践とは対比されている。

### 教育におけるデザイン思考
デザイン思考は各種のカリキュラムを通じて学校現場に取り入れることも推奨されているだけでなく、生徒の学習環境や学校システムを再デザインする際にも用いられている。
教育におけるデザイン思考は典型的には次の3つの形態を取る。教職員が制度的問題を解決するための手段として、教師がより創造的な教案作成するための補助として、そして生徒のデザイン思考スキルを育成するという教育内容として、これらである。
現在、多くの研究者がデザイン思考と教育が交わる点を探っている。スタンフォード大学大学院教育学研究科のREDLabグループは、K-12（幼稚園から高校まで）、セカンダリー（中等教育）、ポストセカンダリー（高等教育）の生徒・学生を対象とした研究を実施した。ハッソ・プラットナー・デザイン思考研究プログラムはスタンフォード大学とドイツのポツダムにあるハッソ・プラットナー研究所によって共同設立された。ハッソ・プラットナー・デザイン思考研究プログラムの使命は、「厳格な学術的方法を用いてデザイン思考によるイノベーション（革新）がいかにして、そしてなぜ成功もしくは失敗するかを明らかにすること」である。
デザイン思考はカリキュラムを充実させ生徒の視野を拡げるだけでなく、教師にとっても有益でありうる。研究者によれば、デザイン思考によって教師は科学技術を教室に取り込むことが可能になるという。
デザイン思考はカリキュラム面でも制度的にも教育プログラムを一新するものとして教師の間で認知度を高めている。「今日の教育システムでは多くの場合、生徒は穴あきテストで正しい答えを埋められるように訓練される。なぜなら、この教育方法であれば能率的に成功と失敗の評価を行えるからである。［…］決定的に重要なことは、特に学力下位校においては、このような学習モデルは優勢であり続けることはないということである。生徒が本当に必要としているスキルおよび道具とは、複雑性を増し続ける問題とそれを正確に理解することができる力であり、これらは社会に出て行く上で必須となっている」。

### ICT活用した教育・学習におけるデザイン思考
教育・学習にICTを導入することには、技術的な難しさ以外にも多くの課題が伴う。一部の研究者は、ICTの活用が学習に与える影響は限定的であると指摘している。公的教育環境（小・中学校や高等教育機関）においてICTが多用され投資もされていることを考えると、実際の問題が何なのかを突き止めることが重要である。この点について、教育コミュニティの現場からはICTを教育・学習で用いる方法についていくつかの提案がなされている。こうした背景があるため、デザイン思考を取り入れることは全体論的解決に向けた有望な戦略であると考えられる。
ICTを活用した教育・学習におけるデザイン思考も、通常のデザイン思考と同様の活動になる。第一に、教育コミュニティが教育技術を導入する際に直面する問題がユニークで、明確に定義されておらず、明確な解決方法が見当たらないことを認識することが重要である。ここでの定義はまさにデザインコミュニティにおける「厄介な問題」に対応している。第二に、デザイン領域で起きていることと同様に、行為主体の多様性が問題に複雑な次元をもたらしていることを理解するべきである。この意味において、デザインのプロセスにおいて複数の異なるステークホルダーと協働することが鍵であり、それによって学習のためのより有用な技術を開発できるようになるだろう。
デザイン思考は厄介な問題に取り組む上で有用なアプローチであると特徴づけられてきた。デザイン思考を取り入れることで、与えられた一つの状況について多くの解決がありうること、そしてどんなデザインにも検証が必要であることが理解されるようになる。この観点からも、デザイン思考をデザインの学習に導入したり、デザインの技能を技術的学習解決の発展プロセスに取り込むことは、ICTを活用した学習における更に全体論的な解決の創造に繋がると言える
。

## 歴史
| 1960年以前 | 1960年代に生まれた新たなデザイン方法は、第二次世界大戦中の切迫した問題に対応するために用いられた新規の「科学的」方法の応用に出自を持っており、そこからオペレーショナルリサーチの方法やマネジメントにおける意思決定の技術が誕生し、1950年代におけるクリエイティブ方面の技術発展につながった。ハロルド・ヴァン・ドーレンは1940年に『工業デザイン――理論と実際（Industrial Design – A Practical Guide to Product Design and Development）』を発表し、デザイン方法と実践について論じた。 |
| 1960年代   | 問題解決の手段としてコンピュータプログラムの利用が始まり、ソフトシステムアプローチ（soft-systems approach）と呼ばれるようになった。 1960年代はデザインを「科学化」するために、計算機科学によるソフトシステムアプローチが積極的に用いられる時代だった。 |
| 1962年     | 第一回デザイン方法会議（The First Conference on Design Methods）がイギリスのロンドンで開催された。 様々な分野におけるデザイン方法・理論の書籍が出版された。モリス・アシモウ（1962年、工学）、クリストファー・アレグザンダー（1964年、デザインパターン）、ブルース・アーチャー（1965年、インダストリアルデザイン）、ジョン・クリス・ジョーンズ（1970年、建築）。 創造性についての顕著な書籍がこの時期に出版された。ウィリアム・ゴードン（1961年）、アレックス・フェイクニー・オズボーン（1963年）。 |
| 1965年     | ロイヤル・カレッジ・オブ・アートで教授を務めていたブルース・アーチャーがデザインに関して重要な発言を残した。「デザインとは手作業によるスキルであるだけでなく、専門知識に基づいた独自の領域であると考えられるべきであり、デザインの過程には厳密な方法論と研究原理が組み込まれねばならない。［…］デザインに関する伝統的な考えに突きつけられている最も根源的な挑戦とは、問題解決に対するシステム的な方法がますます支持を集め、コンピュータ技術とマネジメント理論を援用することにより、デザインが扱う問題が新たに問い直され、デザインによる解決の質も向上しているということである」。ブルース・アーチャーは恐らくデザイン思考という言葉を初めて用いた人物であり、それは『デザイナーのためのシステム的方法（Systematic Method for Designers）』（London: Council of Industrial Design, H.M.S.O.）に登場している。 |
| 1969年     | 人工知能と認知科学の研究の大家ハーバート・サイモンが「デザイン科学（science of design）」を提唱し、「デザインの過程に関する一つの学問であり、しっかりとした知的裏付けがあり、分析的で、部分的に形式化可能かつ部分的に経験的である、教授可能な分野」として特徴づけた。 視覚心理学者のルドルフ・アルンハイムが『視覚的思考（Visual Thinking）』を発表し、それに触発たロバート・マッキムがスタンフォード大学工学部で「ME101: Visual Thinking」を教えるようになった。 |
| 1970年代   | デザイン方法論が多くの人により拒絶された時代であり、方法論を考案した人物たちでさえ自らの理論を放擲した。 建築家・理論家のクリストファー・アレグザンダーが次のように述べている。「この分野からは身を引くことにした。『デザイン方法』と呼ばれているものにはほとんど内実がなく、実際に建物をデザインするにはどうすればいいかについて有用な知見を得られたためしなどなかった。もうデザイン方法の文献を読むことは二度とないだろう。とにかく全て忘れたほうがいい」。 デザイナーで、デザイン思考の研究者でもあるジョン・クリス・ジョーンズは次のように述懐している。「1970年代、私はデザイン方法に抵抗していた。機械言語や行動主義、そして生活のあらゆるものを論理的枠組みに押し込めようとする風潮が気に食わなかったからだ」 。 |
| 1973年     | ロバート・マッキムが『視覚的思考の経験（Experiences in Visual Thinking）』を発表し、デザイン過程で用いられる反復的な支柱となる「表現－テスト－サイクル（Express, Test, Cycle, ETC）」を考案した。 ホースト・リッテルとメルヴィン・ウェッバーが「計画の一般理論におけるジレンマ（Dilemmas in a General Theory of Planning）」を発表し、デザインと計画が扱う厄介な問題（wicked problems）は、科学における「明快（tame）」で単独領域で扱える問題とは性質を異にする点を示した。 ホースト・リッテルはまた、1960年代の発展は「第一世代」にすぎず（つまり、後からみれば方法があまりに単純であるということ。ただし、必要なステップではあった）、第二世代の誕生を準備したと述べている。この賢明な理解により、方法論者は不完全な「第一世代」の方法に肩入れする必要から解き放たれ、過去の世代の成果に学ぶことで次世代の新たな方法を生み出し続けるという果てしない展望が切り開かれた。 |
| 1979年     | ブルース・アーチャーが次の10年の研究課題としてデザイナー的な知識のあり方に注目し始め、次のように述べた。「デザイナー的な思考方法・コミュニケーション方法が確かに存在し、それは科学や学術における方法とは異なるものであるが、それらと同じほどの力強さを持ってデザインに特有の問題に対処することができる」。ブルース・アーチャーはおそらくデザイン思考という言葉を使い始めた最初の人物である。 |
| 1980年代   | システム工学的なデザイン方法が、特にドイツと日本で発展した。エンジニアリングデザイン国際会議（The International Conferences on Engineering Design, ICED）が開催された。 エンジニアリングデザインの書籍が立て続けに出版された。ハブカ（1982年）、パールとバイツ（1984年） 、フレンチ（1985年）、ナイジェル・クロス（1989年）、スチュアート・ピュー（1991年）。 デザイン研究の学術雑誌が発刊され始めた。『Design Studies』（1979年）、『Design Issues』（1984年）、『Research in Engineering Design』（1989年）。 その他の重要な展開としては、デザイン・メソッド・グループによる一連の出版物と、環境デザイン研究協会（EDRA）の会議がある。アメリカ国立科学財団のデザイン理論・方法イニシアティブが1980年代後半のエンジニアリングデザイン方法の大幅な発展を促した。アメリカ機械学会（ASME）がデザイン理論と方法論に関する会議を開催し始めた。 1980年代はまた、人間中心デザインとデザイン志向のビジネスマネジメントが勃興した時期でもある。 |
| 1980年     | シェフィールド大学建築学部の教授ブライアン・ローソンが『デザイナーの思考方法（How Designers Think）』を出版し、建築と都市計画の文脈におけるデザインの認識について論じた。 |
| 1982年     | デザイン研究の教授であり、『Design Studies』の編集者であるナイジェル・クロスが『デザイナー的に知識を得る方法（Designerly Ways of Knowing）』を出版し、デザインは学校で教えられるべき独特な文化であり、科学や人文学とは異なる固有の領域を形作っていると主張した。この議論の基礎となるアイデアとは、「デザイン分野に特有の知識、知識の獲得方法、そして知識の発見方法がある」というものである。 |
| 1983年     | 組織学習分野の教授で理論家のドナルド・ショーンが画期的な文献『省察的実践とは何か（The Reflective Practitioner）』を上梓した。「芸術的で直観的なプロセスに内在している、実践に関する認識論を探求し、［デザイナーその他の］実践者が、不確実性、不安定性、単独性、価値観の衝突に満ちた状況に対しどのような認識論をもって取り組んでいるか」を明らかにしようとした。 |
| 1986年     | ビジネスマネジメント戦略のシックス・シグマが開発され、デザイン過程を合理化することによるクオリティコントロールと利益向上が図られた。 |
| 1987年     | ハーバード大学大学院デザイン研究科教授のピーター・ロウが『デザインの思考過程（Design Thinking）』を出版した。 |
| 1988年     | スタンフォード大学デザインプログラムのディレクターを務めるロルフ・ファステが「両手ききの思考（Ambidextrous Thinking）」という授業を開始し、大学院のプロダクトデザイン専攻学生の必修科目に指定した。これは、マッキムによる視覚的思考のプロセスをデザインに拡張し、「身体全体を用いた実践（whole-body way of doing）」へと進化させたものである。 |
| 1990年代   | 組織学習のアイデアと機敏なビジネスを創造する動きが顕著になった。 |
| 1991年     | 3つのインダストリアルデザイン会社の統合によりIDEOが設立された。合併前の3社は、デザイン過程を公開した最初期のデザイン会社であり、スタンフォード大学のカリキュラムから大きな影響を受けていた。イリノイ工科大学デザイン研究所がアメリカ合衆国で初めてデザイン分野の博士課程プログラムを設置した。 |
| 1992年     | リチャード・ブキャナンの論文「デザイン思考における厄介な問題（Wicked Problems in Design Thinking）」が発表された。 ユージン・ファーガソンの著書『技術屋（エンジニア）の心眼（Engineering and the Mind's Eye）』が出版された。 |
| 1995年     | 野中郁次郎の『知識創造企業（The Knowledge-Creating Company）』が上梓され、ビジネスにおいて熟練者から新人へいかにして知識伝達がなされるか、マイケル・ポランニーによる暗黙知／明示知の議論に基づいて論じられた。 |
| 2000年代   | 2000年代にはデザイン思考に対する関心が非常に高まったが、それはこの言葉がビジネス書に取り上げられ一般に広まったからである。デザインを重視した職場を生み出しイノベーションを促進する方法について書かれたビジネス書が、以下のような人物によって発表された。リチャード・フロリダ（2002年）、ダニエル・ピンク（2006年）、ロジャー・マーティン（2007年）、マルコム・グラッドウェル（2008年）、ティム・ブラウン（2009年）、トーマス・ロックウッド（2010年）、ヴィジェイ・クーマー（2012年）、ラリー・キーリー（2013年）、キム・エルウィン（2014年）。 デザイン思考がプロダクトデザインの領域からビジネスへと転用されたことについて、デザイン思考が乗っ取られ搾取されているのではないかという論争が起きた。IDEO共同創設者のビル・モグリッジによれば、2000年の終わり頃に、ラヴランス・レヴリー、ベン・リーズン、クリス・ダウンズの3人がlive\|workというデザインコンサルティング会社をイギリスで共同設立し、デザインの手法はサービスのデザインにも用いることができるという理念のもとビジネスを始めた。これをきっかけとして、サービスデザインを扱うコンサルティング会社を作る動きが世界中に広がった。 |
| 2005年     | スタンフォード大学のd.schoolにおいて、工学系の学生向けの形式的な方法としてデザイン思考が教えられ始めた。 |
| 2006年     | イリノイ工科大学デザイン研究所がデザイン修士号とMBAのデュアルディグリープログラムを導入した。ノースウェスタン大学のMSLOCプログラムでは、学習・組織変革を学ぶ大学院生向けにデザイン思考の教育が始まり、組織変革と行動変化を研究するための形式的方法として扱われた。カリキュラムでは、デザイン思考にビジネス実践、組織発展、組織心理学、社会心理学、学習科学、組織学習などが取り入れられた上で教授されている。また、教員はノースウェスタン大学内の他の研究科、すなわちマコーミック工学研究科やメディルジャーナリズム研究科などとも協力しており、デザインの道具をより広い文脈において研究できるようになっている。 |
| 2007年     | ドイツのポツダムにあるハッソ・プラットナーITシステム工学研究所がデザイン思考のプログラムを設置した。 |
| 2008年     | イリノイ工科大学デザイン研究所がデザインキャンプというプレミアエグゼクティブ教育プログラムを創始し、多様な産業分野においてイノベーションを促進するための枠組みと道具を提供するようになった。参加者には、次のような企業でマネジメント・イノベーションプランナーを務める人々が含まれる。ゼネラルモーターズ、イントゥイット、アンハイザー・ブッシュ・インベブ、オートデスク、フェデックス、ハイアットホテル、マリオット、マクドナルド、メモリアル・スローン・ケタリング癌センター、ニュージーランド・トレード・アンド・エンタープライズ、セールスフォース・ドットコム、SCジョンソン、スチールケース、ターゲット・コーポレーション、ウルヴァリン・ワールドワイド。 |
| 2009年     | ノースウェスタン大学MMMプログラムがMBAプログラムにおいてデザイン思考をコア・カリキュラムに取り入れた。 |
| 2013年     | ラドフォード大学がデザイン思考を学ぶための美術修士号をオンラインで提供し始めた。 |
| 2015年     | スタンフォード大学d.schoolの女子学生4名がGirls Driving for a Differenceを設立し、アメリカ合衆国全国の若い女子にデザイン思考を教え始めた。 |